# IZA Prize in Labor Economics

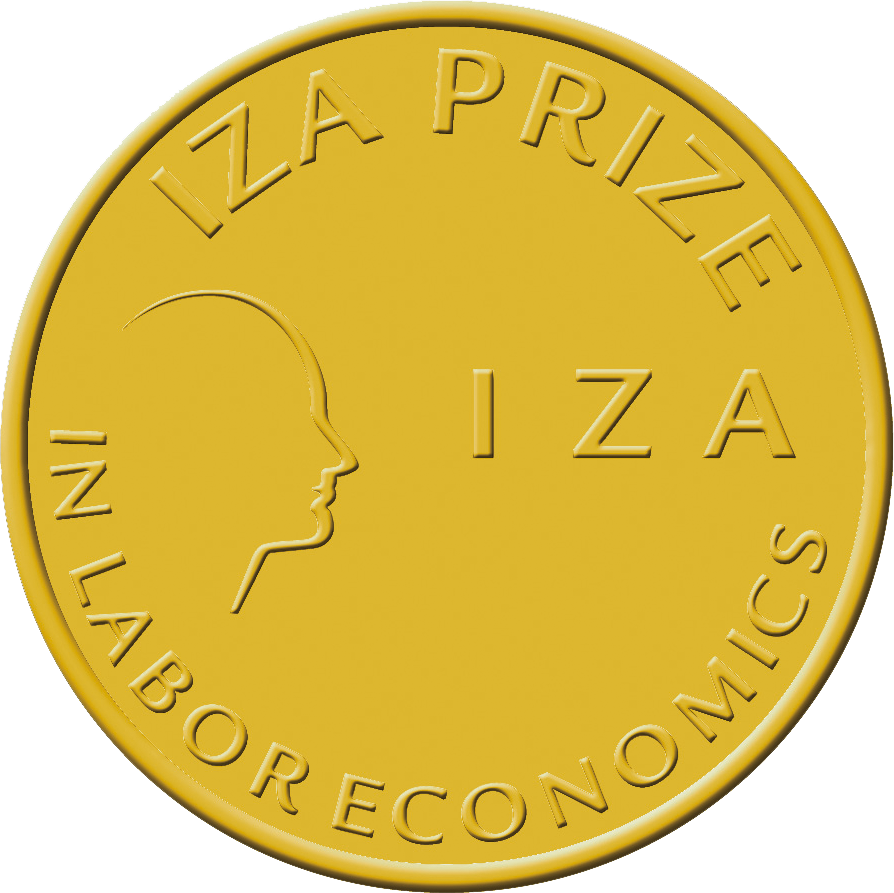
IZA-Preismedaille

Der IZA Prize in Labor Economics (englisch) wird seit 2002 vom Institut zur Zukunft der Arbeit (IZA) als Wissenschaftspreis in der Wirtschaftsforschung verliehen für „besondere wissenschaftliche Leistungen auf dem Gebiet der Arbeitsökonomie“ und gehört zu den wichtigsten internationalen Auszeichnungen für Ökonomen. Der Preis wurde zunächst jährlich verliehen, seit 2016 alle zwei Jahre im Wechsel mit dem IZA Young Labor Economist Award.

## Dotierung und Preiskomponenten
Der Preis beinhaltet eine Preismedaille und ist mit 50.000 Euro dotiert. Das Preisgeld dient dazu, die Forschung auf dem Gebiet der Arbeitsökonomie zu fördern. Jeder Preisträger ist verpflichtet, einen Band zur IZA-Preis-Buchreihe beizusteuern.

## Nominierungs- und Auswahlverfahren
In einem Nominierungsverfahren können die Mitglieder des internationalen Forschernetzwerks, die mit dem IZA als Research Fellows kooperieren, verdiente Wissenschaftler für den IZA-Preis vorschlagen. Das Preiskomitee, das aus Vertretern des IZA und externen Ökonomen besteht, entscheidet über den Gewinner.

## IZA-Preiskomitee
Seit Gründung des IZA-Preises haben im Preiskomitee vier Nobelpreisträger mitgewirkt: George Akerlof, Gary Becker, James Heckman, und Joseph Stiglitz. Derzeit gehören dem Komitee an: Francine Blau (Cornell University), Richard Blundell (University College London), George Borjas (Harvard University), David Card (University of California, Berkeley), Claudia Goldin (Harvard University), Daniel Hamermesh (Barnard College) und Shelly Lundberg (University of California, Santa Barbara).

## IZA-Preis-Buchreihe
Jeder IZA-Preisträger steuert einen Band mit seinen wichtigsten Forschungsergebnissen zur „IZA Prize in Labor Economics Book Series“ bei, die von Oxford University Press verlegt wird.

## IZA-Preisträger
Zu den Preisträgern zählen Arbeitsmarktforscher, die in der Politikberatung aktiv sind und verschiedene Bereiche des politischen Spektrums abdecken. Beispielsweise war Edward Lazear Vorsitzender des Council of Economic Advisers unter Präsident George W. Bush; Alan Krueger hatte diesen Posten unter Präsident Barack Obama von 2011 bis 2013 inne.
| Jahr | Preisträger                           | Institution                                                            | Buchtitel |
| ---- | ------------------------------------- | ---------------------------------------------------------------------- | --- |
| 2002 | Jacob Mincer                          | Columbia University                                                    | The Founding Father of Modern Labor Economics                                                                          |
| 2003 | Orley Ashenfelter                     | Princeton University                                                   | Labor Policy Evaluation and the Design of Natural Experiments (noch nicht erschienen)                                  |
| 2004 | Edward Lazear                         | Stanford University                                                    | Inside the Firm: Contributions to Personnel Economics                                                                  |
| 2005 | Dale Mortensen Christopher Pissarides | Northwestern University London School of Economics                     | Job Matching, Wage Dispersion, and Unemployment                                                                        |
| 2006 | David Card Alan Krueger               | University of California, Berkeley Princeton University                | Wages, School Quality, and Employment Demand                                                                           |
| 2007 | Richard B. Freeman                    | Harvard University und London School of Economics                      | Making Europe Work |
| 2008 | Richard Layard Stephen Nickell        | London School of Economics Nuffield College                            | Combatting Unemployment                                                                                                |
| 2009 | Richard Easterlin                     | University of Southern California                                      | Happiness, Growth, and the Life Cycle                                                                                  |
| 2010 | Francine Blau                         | Cornell University                                                     | Gender and Inequality                                                                                                  |
| 2011 | George Borjas Barry Chiswick          | Harvard University George Washington University                        | Immigration and the Labor Market                                                                                       |
| 2012 | Richard Blundell                      | University College London                                              | Taxation and Labor Supply                                                                                              |
| 2013 | Daniel S. Hamermesh                   | University of Texas at Austin und Royal Holloway, University of London | Labor Demand (u. a.).zur Analyse der Arbeitsnachfrage.                                                                 |
| 2014 | Gary S. Fields                        | Cornell University                                                     | Working Hard, Working Poor: A Global Journey                                                                           |
| 2015 | Jan Švejnar                           | Columbia University                                                    | Für seine Analysen des Übergangs sozialistischer Planwirtschaften zu marktwirtschaftlichen Strukturen.                 |
| 2016 | Claudia Goldin                        | Harvard University                                                     | Für ihr Lebenswerk zur Rolle der Frau in der Geschichte von Wirtschaft, Bildung und Arbeitsmarkt.                      |
| 2018 | Joseph G. Altonji                     | Yale University                                                        | Für seine Arbeiten zur „statistischen Diskriminierung“.                                                                |
| 2020 | Lawrence Katz                         | Harvard University                                                     | Für seine Beiträge zur Erforschung von Einkommensungleichheit und der Bedeutung von Bildung für den Arbeitsmarkterfolg |